# Kristina Paner
Kristina Paner (1 de agosto de 1971 en Manila), es una actriz y cantante filipina. Comenzó a cantar a la temprana edad de 9 años, contando con el apoyo de sus padres. A los 10 años de edad actuó en una película llamada "Sinasamba Kita". Es hermana adoptiva de la también cantante Danita Paner. Actualmente vive en España, donde contrajo matrimonio en 2003 y tiene una hija.

## Discografía
- Kristina Paner (1989)
- Triplets (1985)
- Sana (1980)

## Filmografía
- Barcelona (????) -
- Sana Maulit Muli (1995) .... Daisy
- I Have 3 Eggs (1990)
- Lessons In Love (1990)
- Papa's Girl (1990)
- Huwag Kang Hahalik Sa Diablo (1989)  ... Diane
- Tamis Ng Unang Halik (1990) (as Tina Paner) Tamis Ng Unang Khalik (1990) (como Tina Paner)
- May Pulis... May Pulis... Sa Ilalim Ng Tulay (1989)  (Filipinas: título en filipino)
- Starzan: Shouting Star Of The Jungle (1989)
- Petrang Kabayo at ang Pilyang Kuting (1988)
- When I Fall in Love (1986)
- Payaso (1986)
- Mga Kwento Ni Lola Basyang (1985)
- Batang Quiapo (1983)
- I Have Three Hands (????)
- Sinasamba Kita